# Sportyny
Sportyny (niem. Sportehnen) – uroczysko; dawna miejscowość w Polsce, położona w województwie warmińsko-mazurskim, w powiecie ostródzkim, w gminie Miłakowo.
Obecnie na obszarze obrębu geodezyjnego wsi Polkajny.
Miejscowość wzmiankowana w dokumentach z roku 1367 jako wieś pruska na 14 włókach. Pierwotna nazwa Sporteyn najprawdopodobniej wywodzi się z języka pruskiego, gdzie sparts znaczy 'możny'. W roku 1782 we wsi odnotowano 13 domów (dymów), natomiast w 1858 w 14 gospodarstwach domowych było 132 mieszkańców.  W latach 1937–39 było 120 mieszkańców. W roku 1973, jako niezamieszkany majątek, należały do powiatu morąskiego, gmina i poczta Miłakowo.